# Paulo Victor Vidotti
Paulo Victor Mileo Vidotti (Assis, 12 gennaio 1987) è un calciatore brasiliano, portiere dell'Al-Rayyan.

## Statistiche

### Presenze e reti nei club
Statistiche aggiornate al 29 luglio 2023.
| Stagione        | Squadra         | Campionato      | Campionato | Campionato | Coppe nazionali | Coppe nazionali | Coppe nazionali | Coppe continentali | Coppe continentali | Coppe continentali | Altre coppe | Altre coppe | Altre coppe | Totale | Totale | Totale |
| Stagione        | Squadra         | Comp            | Pres       | Reti       | Comp            | Pres            | Reti            | Comp               | Pres               | Reti               | Comp        | Pres        | Reti        | Pres   | Reti   |        |
| --------------- | --------------- | --------------- | ---------- | ---------- | --------------- | --------------- | --------------- | ------------------ | ------------------ | ------------------ | ----------- | ----------- | ----------- | ------ | ------ | ------ |
| 2010            | Flamengo        | A+CAR           | 1+0        | 0          | CB              | 0               | 0               | CL                 | 0                  | 0                  |             | -           | -           | 1      | 0      |        |
| 2011            | Flamengo        | A+CAR           | 3+0        | -3;0       | CB              | 0               | 0               | CS                 | 1                  | -1                 |             | -           | -           | 4      | -4     |        |
| 2012            | Flamengo        | A+CAR           | 19+5       | -25;-1     | CB              | 0               | 0               | CL                 | 2                  | -3                 |             | -           | -           | 26     | -29    |        |
| 2013            | Flamengo        | A+CAR           | 13+1       | -18;-1     | CB              | 2               | -2              |                    | -                  | -                  |             | -           | -           | 16     | -21    |        |
| 2014            | Flamengo        | A+CAR           | 29+3       | -31;-0     | CB              | 6               | -7              | CL                 | 0                  | 0                  |             | -           | -           | 38     | -38    |        |
| 2015            | Flamengo        | A+CAR           | 24+15      | -34;-9     | CB              | 5               | -3              |                    | -                  | -                  |             | -           | -           | 44     | -46    |        |
| 2016            | Flamengo        | A+CAR           | 5+15       | -3;-9      | CB              | 4               | -5              | CS                 | 1                  | -4                 | PL          | 4           | -2          | 29     | -23    |        |
| Totale Flamengo | Totale Flamengo | Totale Flamengo | 133        | -124       |                 | 17              | -17             |                    | 4                  | -8                 |             | 4           | -2          | 158    | -151   |        |
| 2016-2017       | Gaziantepspor   | 1L              | 14         | -26        | CT              | 0               | 0               |                    | -                  | -                  |             | -           | -           | 14     | -26    |        |
| 2017            | Grêmio          | A+GAU           | 10+0       | -11        | CB              | 0               | 0               | CL                 | 0                  | 0                  | PL          | 0           | 0           | 10     | -11    |        |
| 2018            | Grêmio          | A+GAU           | 28+10      | -21+ -1    | CB              | 0               | 0               | CL                 | 0                  | 0                  | CM          | 0           | 0           | 22     | -20    |        |
| 2019            | Grêmio          | A+GAU           | 20+2       | -18+ -2    | CB              | 6               | -3              | CL                 | 12                 | -12                |             | -           | -           | 56     | -37    |        |
| 2020            | Grêmio          | A+GAU           | 10+2       | -8+0       | CB              | 2               | -3              | CL                 | 0                  | 0                  |             | -           | -           | 14     | -11    |        |
| gen.- ago.2021  | Grêmio          | A+GAU           | 1+1        | -1+ -1     | CB              | 2               | 0               |                    | -                  | -                  |             | -           | -           | 4      | -2     |        |
| Totale Grêmio   | Totale Grêmio   | Totale Grêmio   | 84         | -63        |                 | 10              | -6              |                    | 12                 | -12                |             | 0           | 0           | 106    | -81    |        |
| 2021-2022       | Marítimo        | PL              | 30         | -39        | CP+CdL          | 0               | 0               | -                  | -                  | -                  | -           | -           | -           | 30     | -39    |        |
| 2022-2023       | Al-Ettifaq      | SPL             | 30         | -36        | KC              | 1               | -4              | -                  | -                  | -                  |             | -           | -           | 31     | -40    |        |
| Totale carriera | Totale carriera | Totale carriera | 291        | -288       |                 | 28              | -27             |                    | 16                 | -20                |             | 4           | -2          | 339    | -337   |        |

## Palmarès

### Club

#### Competizioni statali
- Campionato Carioca: 5

Flamengo: 2007, 2008, 2009, 2011, 2014,
- Campionato Gaúcho: 2

Grêmio: 2018, 2019

#### Competizioni nazionali
- Campionato brasiliano: 1

Flamengo: 2009
- Coppa del Brasile: 1

Flamengo: 2013

#### Competizioni internazionali
- Coppa Libertadores: 1

Grêmio: 2017
- Recopa Sudamericana: 1

Grêmio: 2018